# Projekt Revolution
Il Projekt Revolution è una serie di tour annuali guidati dal gruppo musicale statunitense Linkin Park, il cui principale obiettivo è riunire in concerto alcuni dei nomi più celebri negli ambiti hip hop, rock e heavy metal, in modo da rendere popolari questi generi presso fasce di pubblico più abituate solo all'uno o all'altro stile musicale.
Nei suoi primi tre anni di attività, il Projekt Revolution ha portato insieme dal vivo una ventina di artisti differenti, tra cui Adema, Cypress Hill, Korn, Snoop Dogg e Mudvayne.

## 2002
- Linkin Park
- Cypress Hill
- Adema
- DJ Z-Trip

## 2003
- Linkin Park
- Mudvayne
- Xzibit
- Blindside

## 2004
Nel 2004 il tour è stato ripartito in due fasi, Revolution Stage e Main Stage. Vi hanno preso parte un po' meno nomi della scena hip hop.
Main Stage
- Linkin Park
- Korn
- Snoop Dogg
- The Used
- Less Than Jake

Revolution Stage
- Ghostface
- Funeral for a Friend
- Downset
- M.O.P.
- Mike V. and The Rats
- Instruction
- No Warning
- Autopilot Off

Occasionalmente si è esibito anche DJ Z-Trip.

## Ritorno del Projekt Revolution
Le edizioni del 2005 e del 2006 non ci sono state. Ma nel dicembre del 2006, in un'intervista con il fansite LPAssociation.com, il bassista dei Linkin Park Phoenix ha detto «adesso credo che stiamo ancora cercando nuove idee, e dove e come dovremo cominciare nuovi tour. Ma saranno sempre nel contesto del Projekt Revolution»..
Il 6 aprile 2007, Joe Hahn dei Linkin Park confermò che My Chemical Romance, Placebo, Taking Back Sunday, HIM, Saosin e Mindless Self Indulgence saranno in tour, e ha ricordato che vi parteciperanno "molti artisti per due volte di seguito". Si dice che ai concerti parteciperanno anche Mastodon, The Bled e Billy Talent.

## 2007
Per il 2007, i Linkin Park hanno deciso di donare 1 dollaro per ogni biglietto stampato alle foreste americane attraverso il loro Music for Relief, il sestetto californiano ha inoltre usato dei bus a biodiesel per gli spostamenti del tour, eliminando così circa 350 tonnellate di emissioni carboniche. Erano inoltre presenti dei gazebo in cui veniva spiegato come poter ridurre le emissioni di gas.
Il Revolver Magazine aveva rivelato che i Muse erano stati scelti dai Linkin Park a partecipare al Projekt Revolution, ma il gruppo britannico non ha potuto accettare l'invito poiché era già impegnati.
Il 22 agosto 2007, Myspace.com ha trasmesso l'intero evento tenutosi al DTE Energy Music Theatre in Clarkston, permettendone la visione gratuita a tutti.
I Linkin Park hanno iniziato col Projekt Revolution 2007 a vendere i cd delle loro esibizioni dal vivo nei gazebo dedicati al materiale ufficiale Linkin Park. Ogni CD è composto da un disco vergine e presenta un codice speciale sulla copertina che permette alla persona che lo ha acquistato, di scaricare legalmente da internet l'esibizione alla quale ha assistito e masterizzarla sul supporto vergine fornito. Il CD viene venduto al costo di 11 dollari.
Main Stage
- Linkin Park
- My Chemical Romance
- Placebo
- Taking Back Sunday
- HIM
- Julien-K

Revolution Stage
- Paramore
- Saosin
- Mindless Self Indulgence
- Styles of Beyond
- Madina Lake
- The Bled
- Art of Chaos (Si sono esibiti per le date nella West Coast e in Texas)

## 2008
Per la prima volta il Projekt Revolution incluse l'Europa, in cui si sono tenuti quattro concerti (mentre negli Stati Uniti ci sono stati 24 concerti). Il concerto tenuto con Jay-Z al National Bowl di Milton Keynes è stato quello con più spettatori. Per questa motivazione, il rapper Mike Shinoda confermò tramite il suo blog che il concerto sarebbe stato immortalato in un DVD e album dal vivo, il cui titolo sarebbe stato scelto dai fan. Il titolo vincitore è stato "Road to Revolution" ed è stato utilizzato per denominare il secondo album dal vivo del gruppo.

### Europa
- 21 giugno - Monaco di Baviera, Germania
  - Linkin Park
  - HIM
  - N.E.R.D
  - The Used
  - The Blackout
- 27 giugno - Berlino, Germania
  - Linkin Park
  - HIM
  - N.E.R.D
- 28 giugno - Düsseldorf, Germania
  - Linkin Park
  - HIM
  - N.E.R.D
  - The Used
  - The Bravery
  - Innerpartysistem
- 29 giugno - Milton Keynes, Inghilterra
  - Linkin Park
  - Jay-Z
  - Pendulum
  - N.E.R.D
  - Enter Shikari
  - The Bravery
  - Innerpartysistem

### Stati Uniti
Main Stage
- Linkin Park
- Chris Cornell
- The Bravery
- Busta Rhymes (ha abbandonato il tour suscitando lo sdegno dei Linkin Park)
- Ashes Divide
- Street Drum Corps (inizialmente hanno suonato nel Revolution Stage)

Chris Cornell cantò Crawling con i Linkin Park mentre Chester Bennington cantò Hunger Strike con Cornell.
Revolution Stage
- Atreyu
- 10 Years
- Hawthorne Heights
- Armor for Sleep

## 2011
Il Projekt Revolution del 2011 è stato il più breve, con soli quattro shows in Europa.
- 16 giugno - Helsinki, Finlandia
  - Linkin Park
  - Dredg
  - Middle Class Rut
  - Die Antwoord
- 18 giugno - Lipsia, Germania
  - Linkin Park
  - Guano Apes
  - Dredg
  - Anberlin
  - Middle Class Rut
- 19 giugno - Oberursel, Germania 
  - Linkin Park
  - Dredg
  - Anberlin
  - Middle Class Rut
  - Die Antwoord
- 25 giugno - Monaco di Baviera, Germania 
  - Linkin Park
  - Guano Apes
  - Dredg
  - Anberlin
  - Middle Class Rut

## Date

### 2002
(con Dj Z-Trip, Cypress Hill e Adema.)
- 29 gennaio - Colorado Springs, CO - World Arena
- 30 gennaio - Wichita, KS - Kansas Coliseum
- 1º febbraio - Chicago, IL - UIC Pavilion
- 2 febbraio - Madison, WI - Alliant Energy Center Memorial Coliseum
- 4 febbraio - Detroit, MI - Cobo Arena
- 5 febbraio - Dayton, OH - Nutter Center
- 7 febbraio - Wilkes-Barre, PA - First Union Center
- 8 febbraio - Uniondale, NY - Nassau Coliseum
- 9 febbraio - State College, PA - Bryce Jordan Center
- 10 febbraio - Lowell, MA - Tsongas Arena
- 12 febbraio - Fairfax, VA - Patriot Center
- 13 febbraio - Philadelphia, PA - First Union Center
- 16 febbraio - Memphis, TN - Mid-South Coliseum
- 17 febbraio - Dallas, TX - Fort Worth Convention Center
- 18 febbraio - Oklahoma City, OK - Fairgrounds Arena
- 20 febbraio - Phoenix, AZ - American West Arena
- 22 febbraio - Long Beach, CA - Long Beach Arena
- 23 febbraio - San Diego, CA - Cox Arena
- 24 febbraio - Las Vegas, NV - Thomas & Mack Center

### 2003
(con Deftones, Xzibit e Mudvayne.)
- 9 aprile - State College, PA - Bryce Jordan Center
- 11 aprile - Evansville, IN - Robert's Stadium
- 12 aprile - Memphis, TN - Mid-South Coliseum
- 13 aprile - New Orleans, LA - Keifer UNO Lakefront Arena
- 15 aprile - El Paso, TX - Don Haskins Centre
- 16 aprile - Albuquerque, NM - Tingley Coliseum
- 18 aprile - Phoenix, AZ - American West Arena
- 19 aprile - Tucson, AZ - Tucson Convention Center
- 21 aprile  - West Valley City, UT - E Center
- 22 aprile  - Boise, ID - Idaho Centre
- 23 aprile  - Spokane, WA - Spokane Arena
- 25 aprile  - Billings, MT - Metra Park Arena
- 26 aprile  - Rapid City, SD - Rushmore Plaza Civic Center

### 2004
(con Korn, Snoop Dogg, The Used, Less Than Jake, Ghostface, Funeral for a Friend, Downset, M.O.P, Mike V. and The Rats, Instruction e No Warning.)
- 23 luglio - Cincinnati, OH - Riverbend Music Center
- 24 luglio - Colombus, OH - Germain Amphitheatre
- 26 luglio - Clarkston, MI - DTE Energy Music Theatre
- 27 luglio - Darien Center, NY - Darien Lake Performing Arts Center
- 29 luglio - Mansfield, MA - Tweeter Center for the Performing Arts
- 30 luglio - Holmdel, NJ - PNC Bank Arts Center
- 31 luglio - Hartford, CT - Meadows Music Centre
- 2 agosto - Wantagh, NY - Jones Beach Amphitheatre
- 3 agosto - Camden, NJ - Tweeter Center At The Waterfront
- 5 agosto - Cuyahoga Falls, OH - Blossom Music Center
- 6 agosto - Noblesville, IN - Verizon Wireless Music Center
- 7 agosto - Tinley Park, IL - Tweeter Center
- 9 agosto  - Burgettstown, PA - Post Gazette Pavilion
- 10 agosto - Bristow, VA - Nissan Pavilion Stone Ridge
- 11 agosto - Virginia Beach, VA - Verizon Wireless Amphitheater
- 13 agosto - Atlanta, GA - HiFi Buys Amphitheatre
- 14 agosto - Charlotte, NC - Verizon Wireless Amphitheatre
- 17 agosto - West Palm Beach, FL - Sound Advice Ampitheater
- 18 agosto - Tampa, FL - Tampa Bay Amphitheatre
- 20 agosto - Dallas, TX - Smirnoff Centre
- 21 agosto - Selma, TX - Verizon Wireless Amphitheatre
- 22 agosto - Spring, TX - Cynthia Woods Mitchell Pavilion
- 24 agosto - Bonner Springs, KS - Verizon Wireless Amphitheatre
- 25 agosto - Maryland Heights, MO - UMB Bank Pavilion
- 27 agosto - East Troy, WI - Alpine Valley Music Theatre
- 28 agosto - Somerset, WI - Float-rite Park
- 30 agosto - Englewood, CO - Coors Amphitheater
- 31 agosto - Albuquerque, NM - Journal Pavilion
- 1º settembre - Phoenix, AZ - Cricket Pavilion
- 3 settembre - Chula Vista, CA - Coors Amphitheatre
- 4 settembre - Devore, CA - Hyundai Pavilion at Glen Helen
- 5 settembre - Mountain View, CA - Shoreline Amphitheatre

### 2007
(con My Chemical Romance, Taking Back Sunday, HIM, Placebo, Julien-K, Mindless Self Indulgence, Saosin, The Bled, Styles of Beyond, Madina Lake e Art of Chaos.)
- 25 luglio - Auburn, WA - White River Amphitheatre
- 27 luglio - Marysville, CA - Sleep Train Amphitheatre
- 28 luglio - San Bernardino, CA - Hyundai Pavilion
- 29 luglio - Mountain View, CA - Shoreline Amphitheatre
- 31 luglio - Chula Vista, CA - Coors Amphitheatre
- 1º agosto - Phoenix, AZ - Cricket Pavilion
- 3 agosto - Selma, TX - Verizon Wireless Amphitheater
- 4 agosto - Dallas, TX - Smirnoff Music Centre
- 5 agosto - Woodlands, TX - The Cynthia Woods Mitchell Pavilion
- 7 agosto - Atlanta, GA - HiFi Buys Amphitheatre
- 8 agosto - Charlotte, NC - Verizon Wireless Amphitheatre
- 10 agosto - West Palm Beach, FL - Sound Advice Amphitheatre
- 11 agosto - Tampa, FL - Ford Amphitheatre
- 13 agosto - Raleigh, NC - Walnut Creek Amphitheatre
- 14 agosto - Virginia Beach, VA - Verizon Wireless Virginia Beach Amphitheater
- 15 agosto - Wantagh, NY - Nikon at Jones Beach Theater
- 17 agosto - Cuyahoga Falls, OH - Blossom Music Center
- 18 agosto - Darien Center, NY - Darien Lake Performing Arts Center
- 19 agosto - Bristow, VA - Nissan Pavilion
- 21 agosto - Toronto, Ontario - Molson Amphitheatre
- 22 agosto - Clarkston, MI - DTE Energy Music Theatre
- 24 agosto - Mansfield, MA - Tweeter Center for the Performing Arts
- 25 agosto - Camden, NJ - Tweeter Center at the Waterfront
- 26 agosto - Hartford, CT - New England Dodge Music Center
- 28 agosto - Syracuse, NY - NY State Fair
- 29 agosto - Holmdel, NJ - PNC Bank Arts Center
- 31 agosto - Noblesville, IN - Verizon Wireless Music Center
- 1º settembre - Tinley Park, IL - First Midwest Bank Amphitheatre
- 3 settembre - Englewood, CO - Coors Amphitheatre
- 12 dicembre - Looney Play